# 普济寺 (宁乡市)
普济寺，坐落在湖南省长沙市宁乡市青山桥镇芙蓉村芙蓉山。前身是元朝的芙蓉庵，是一座大乘佛教禅宗寺庙。

## 历史
普济寺的前身是元朝（1271年–1368年）的芙蓉庵。
明朝（1368年–1644年）时普济寺寺院全部用麻石砌成，一横一竖，成十字形，中间有天井。正厅供奉清庵祖师坐像，左厅供关帝等神像。明成祖永乐十一年（1413年）癸巳桂月望日，圣旨敕封“普济寺”。
二十世纪五六十年代，寺庙年久失修而毁。至70年代重建寺院，规模扩大。二十一世纪初，再次大兴土木，神殿改盖琉璃瓦，仿南岳大殿之形，庄严肃穆。芙蓉山普济寺山门外右侧有石虎和石屋，石虎仿清庵祖师坐骑而雕。石屋中有清庵祖师坐像。下层是祖师圆寂葬身之塔。寺门外离寺不远处，有一石井，名叫龙王井。井深数十米，井壁分七层，全由花岗石砌成，上小下大，井中有碗粗的山泉喷出，冬暖夏凉，清澈香甜。

## 建筑
- 大佛殿，正中供释迦摩尼像。左供观世音像，右供清庵祖师。

- 关帝殿，供奉关圣帝君像。

- 石屋，屋内供奉清庵祖师像，屋下埋藏着清庵祖师的不腐肉身。

|  |  |  |
|  |  |  |